# 莱塞萨尔 (卢瓦-谢尔省)
莱塞萨尔（法語：Les Essarts，法語發音：[lez‿esaʁ]）是法国卢瓦-谢尔省的一个市镇，位于该省西北部，属于旺多姆区。

## 地理
莱塞萨尔（47°44'0"N, 0°43'4"E）面积4.38 平方千米，位于法国中央-卢瓦尔河谷大区卢瓦-谢尔省，该省份为法国中北部省份，北起厄尔-卢瓦省，东北接卢瓦雷省，东南接谢尔省，南至安德尔省，西南接安德尔-卢瓦尔省，西北接萨尔特省。
与莱塞萨尔接壤的市镇（或旧市镇、城区）包括：阿尔坦、蒙特鲁沃、瓦莱德龙萨。
莱塞萨尔的时区为UTC+01:00、UTC+02:00（夏令时）。

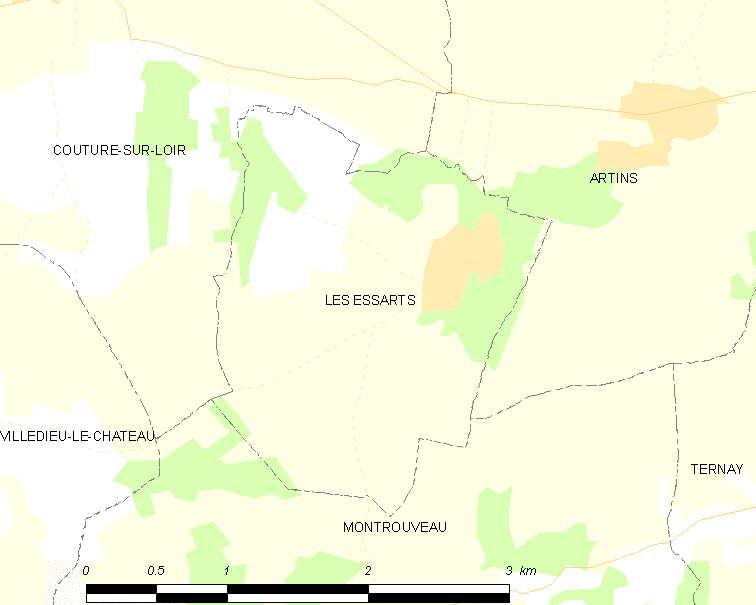
莱塞萨尔的OSM定位图

## 行政
莱塞萨尔的邮政编码为41800，INSEE市镇编码为41079。

## 政治
莱塞萨尔所属的省级选区为卢瓦河畔蒙图瓦尔县。

## 人口

1962-2008年间莱塞萨尔人口变化图示

莱塞萨尔于2022年1月1日时的人口数量为98人。